# 亨利·湯普生

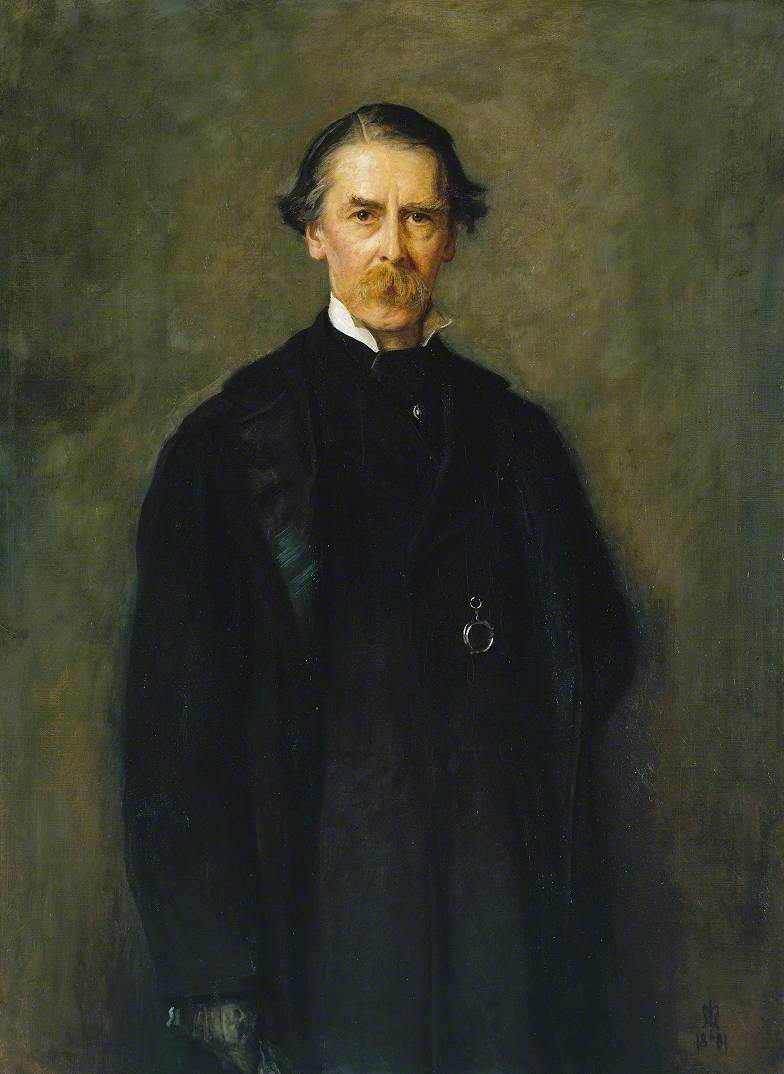
亨利·湯普生

亨利·湯普生（Sir Henry Thompson，1st Baronet，1820年—1904年），是英國外科醫生以及博學家。出生於英國蘇佛克的弗萊姆林厄姆 。
(英國小說人物)